# 安妮阿倫德爾縣
安妮阿倫德爾縣（英語：Anne Arundel County）是美国马里兰州中部的一個縣，東臨切萨皮克湾，面積1,523平方公里。截至2020年美國人口普查共有人口为58萬8,261人，自2010年以来增长了近10%。其县城为安纳波利斯，也是该州首府。
该县成立於1650年4月9日，縣名以英国康瓦爾郡阿伦德尔斯古老家族的成员、巴尔的摩夫人安妮·阿倫德爾命名，她是第二代巴尔的摩男爵塞西尔·卡尔弗特（Cecilius Calvert）的妻子，馬里蘭殖民地的创始人和第一任领主。
安妮阿伦德尔县属于巴尔的摩-哥伦比亚-陶森大都市统计区，该大都市统计区也属于華盛頓-巴爾的摩-阿靈頓聯合統計區。

## 历史
安妮阿伦德尔县最初是圣玛丽县的一部分，圣玛丽县是马里兰省第一个建立的县，最初由抵达的定居者于1634年建立。1650年，即安阿伦德尔夫人去世后的第二年，该县从圣玛丽县分离出来并建立自己的管辖范围，成为马里兰州23个县中的第三个。它由数百个城镇组成。1654年至1658年间，该县被许多早期定居者称为“普罗维登斯”。
1655年3月25日，英国内战（1642-1651）之后，在欧洲，塞文河战役（Battle of Severn ）在塞文河畔的安妮阿伦德尔县与清教徒之间爆发，这是北美历史上第一场殖民海军战役。支持英格兰联邦的军队和忠于业主塞西利厄斯·卡尔弗特的军队。威廉·富勒领导下的英联邦军队取得了胜利。
1694年至1695年间，马里兰省会从波托马克河北岸的圣玛丽城迁至圣玛丽县与弗吉尼亚省南部殖民边界沿切萨皮克河西岸更北的地区湾，位于安妮阿伦德尔县安纳波利斯殖民地的中途。搬迁之前，安纳波利斯被称为“普罗维登斯”。
美国独立战争期间，安妮阿伦德尔县的公民通过为三个团提供部队来支持大陆军。大陆军在该县招募马里兰第3团、马里兰第4团和马里兰第6团。
1812年战争期间，最近重建的美国海军最初的六艘重型护卫舰之一宪法号在与英国皇家海军的HMS Guerriere交战之前从安纳波利斯启航。
1830年5月22日，巴尔的摩和俄亥俄铁路的首趟马拉列车从巴尔的摩西南部的克莱尔山车站出发，在新建成的轨道上行驶了13英里（21公里），到达当时安妮阿伦德尔县的西部或霍华德区（现为霍华德县境内）的埃利科特米尔斯（现埃利科特城）。这是美国第一个定期铁路客运服务。1831年，铁路以西的土地被认为是安妮阿伦德尔县的霍华德区。1851年，霍华德区分离成立霍华德县，现在是马里兰州的第21个县（共23个县）。
该县有许多财产被列入国家历史名胜名录。

## 地理
根据美国人口普查局的数据，该县总面积为588平方英里（1,520平方公里），其中173平方英里（450平方公里）（29%）被水覆盖。安妮阿伦德尔县位于巴尔的摩以南。
该县的大部分边界都是由水界定的。东面是切萨皮克湾的西岸，海湾的众多潮汐支流使海岸线缩进，各种河流、小溪、溪流、入口形成突出的半岛，也称为“脖颈（Necks）”（在弗吉尼亚州更南的地方）。这些支流中最大的支流包括（从北到南）马戈蒂河、塞文河、南河和西河。再往南，帕图森特河上游形成了安妮阿伦德尔与西部乔治王子县的边界。Deep Run是西北边境的一部分霍华德县和里昂斯克里克构成卡尔弗特县南部边界的一部分。北面的帕塔普斯科河与巴尔的摩县接壤，但布鲁克林和柯蒂斯湾社区的社区和地区（以及邻近的费尔菲尔德、瓦格纳角[也称为东布鲁克林]、阿伦德尔湾[柯蒂斯溪附近]和霍金斯位于帕塔普斯科河以南的点）在1919年1月的第三次重大合并事件中从安妮阿伦德尔县并入巴尔的摩。
安妮阿伦德尔县最初包括帕图森特河和帕塔普斯科河（干流和南支流）之间的所有土地，其上游位于帕尔山脊的源头。这条长土地的西北部分后来成为霍华德县，两者之间的边界非常接近大西洋海岸线。因此，安妮阿伦德尔县几乎完全位于大西洋沿海平原内，而霍华德县几乎完全位于皮埃蒙特丘陵地区内内。
安妮阿伦德尔县的海拔范围从切萨皮克和潮汐支流的海平面到落差线附近西部地区的约300英尺（91m），地形大多平坦或平缓起伏。
除了前寒武纪至早古生代 变质岩覆盖的皮埃蒙特丘陵地区非常有限之外，该县的所有地区都覆盖着厚厚的砾石、沙子、淤泥和粘土沉积物，其历史可以追溯到白垩纪早期到全新世时期。大多数沉积物是松散的，但包括当地的砂岩地层，特别是在帕萨迪纳地区。

### 邻近县及独立市
- 巴尔的摩县（北）
- 巴尔的摩（北）
- 卡尔弗特县（南）
- 肯特县（东北部）
- 霍华德县（西北）
- 乔治王子县（西南）
- 安妮女王县（东）
- 塔尔伯特县（东南部）

### 气候

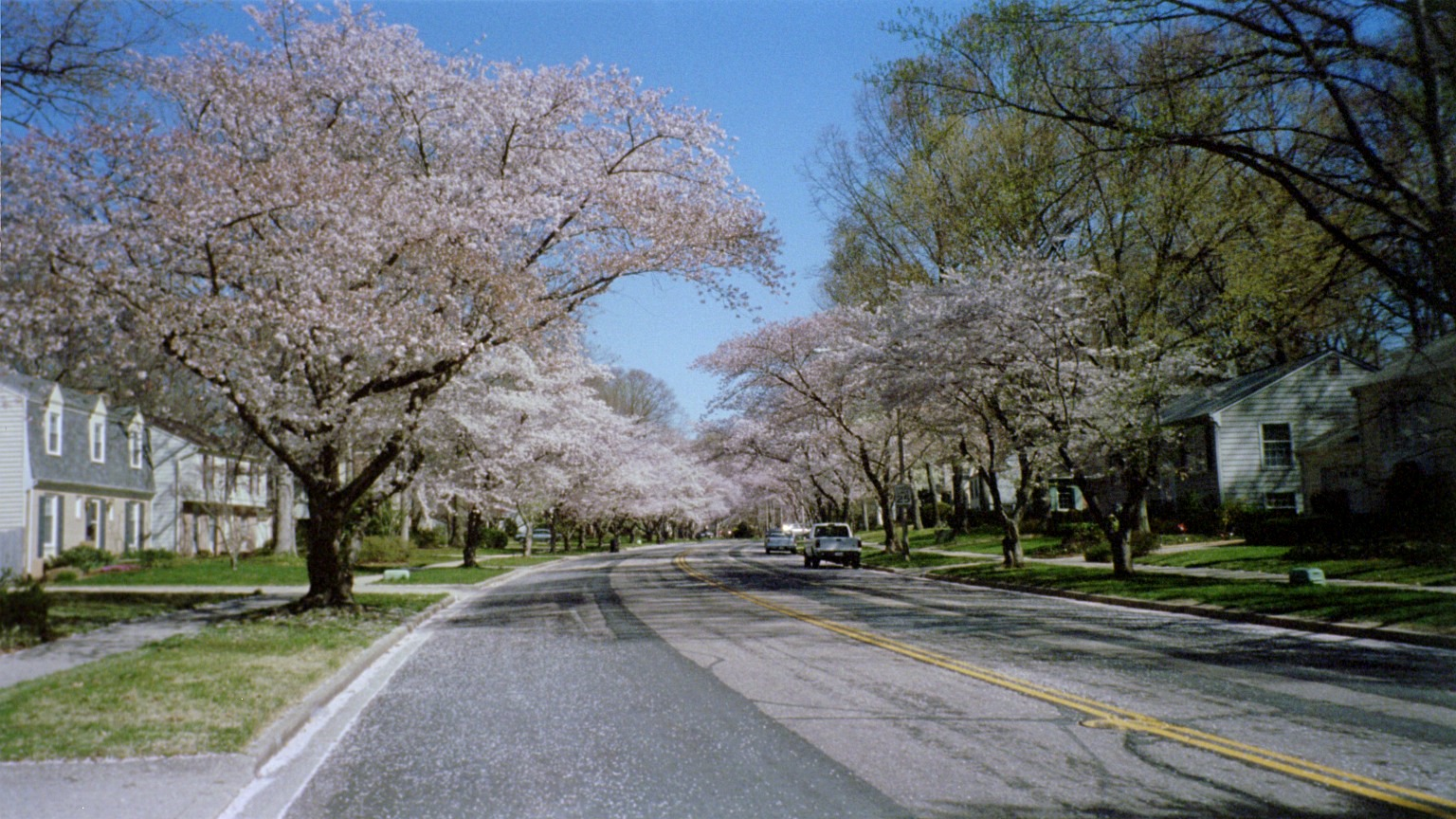
三月初克罗夫顿的克罗夫顿大道

安妮阿伦德尔县属湿润的亚热带气候，夏季炎热，冬季凉爽。全县年降水量平均在40英寸（100厘米）左右，全年分布较为均匀。BWI 机场的年降雪量平均约为20.1英寸（51厘米），海拔高度为156英尺（47.5 m）。海拔较高的地区冬季气温略冷，降雪量较多，靠近海平面的降雪量略低。根据美国农业部最新的耐寒区根据地图，该县的低地地区属于7b区，预计年最低气温为5至10 °F（−15至-12 °C），而较高地区属于7a区，预计年最低气温为0至 -12 °C。 5°F（−18至−15°C）。

## 人口
| 调查年                                                     | 人口    | 备注 | %±     |
| ---------------------------------------------------------- | ------- | ---- | ------ |
| 1790                                                       | 22,598  |      | —      |
| 1800                                                       | 22,623  |      | 0.1%   |
| 1810                                                       | 26,668  |      | 17.9%  |
| 1820                                                       | 27,165  |      | 1.9%   |
| 1830                                                       | 28,295  |      | 4.2%   |
| 1840                                                       | 29,532  |      | 4.4%   |
| 1850                                                       | 32,393  |      | 9.7%   |
| 1860                                                       | 23,900  |      | −26.2% |
| 1870                                                       | 24,457  |      | 2.3%   |
| 1880                                                       | 28,526  |      | 16.6%  |
| 1890                                                       | 34,094  |      | 19.5%  |
| 1900                                                       | 39,620  |      | 16.2%  |
| 1910                                                       | 39,553  |      | −0.2%  |
| 1920                                                       | 43,408  |      | 9.7%   |
| 1930                                                       | 55,167  |      | 27.1%  |
| 1940                                                       | 68,375  |      | 23.9%  |
| 1950                                                       | 117,392 |      | 71.7%  |
| 1960                                                       | 206,634 |      | 76.0%  |
| 1970                                                       | 297,539 |      | 44.0%  |
| 1980                                                       | 370,775 |      | 24.6%  |
| 1990                                                       | 427,239 |      | 15.2%  |
| 2000                                                       | 489,656 |      | 14.6%  |
| 2010                                                       | 537,656 |      | 9.8%   |
| 2020                                                       | 588,261 |      | 9.4%   |
| U.S. Decennial Census 1790-19601900–1990 1990–200020102020 |         |      |        |

### 2020年人口普查
| 种族/民族                            | 2010年人口 | 2020年人口 | % 2010占比 | % 2020占比 |
| ------------------------------------ | ---------- | ---------- | ---------- | ---------- |
| 美国白人(非拉丁裔)                   | 389,386    | 367,893    | 72.42%     | 62.54%     |
| 非裔美国人(非拉丁裔)                 | 81,819     | 102,555    | 15.22%     | 17.43%     |
| 美洲原住民或阿拉斯加原住民(非拉丁裔) | 1,365      | 1,178      | 0.25%      | 0.20%      |
| 亚裔美国人(非拉丁裔)                 | 18,154     | 25,187     | 3.38%      | 4.28%      |
| 太平洋岛原住民(非拉丁裔)             | 392        | 411        | 0.07%      | 0.07%      |
| 其他族裔(非拉丁裔)                   | 880        | 3,118      | 0.16%      | 0.53%      |
| 混血人种/多种族身份(非拉丁裔)        | 12,758     | 31,123     | 2.37%      | 5.29%      |
| 拉丁裔美国人 (包含任何种族)          | 32,902     | 56,796     | 6.12%      | 9.65%      |
| Total                                | 537,656    | 588,261    | 100.00%    | 100.00%    |